# Bruno Correa
Bruno Correa (ur. 22 marca 1986) – brazylijski piłkarz występujący na pozycji napastnika.

## Kariera piłkarska
Od 2009 roku występował w Santos de Guápiles, Incheon United, Bananc Erywań, Sepahan Isfahan, Al-Nasr Dubaj, Dubai, Guaratinguetá, Botafogo, Shonan Bellmare, Bragantino, Campinense i Rio Branco.